# دولاب (قلعه‌گنج)
دولاب، روستایی در دهستان دولاب بخش مرکزی شهرستان قلعه‌گنج در استان کرمان ایران است. این روستا، مرکز دهستان دولاب است.

## جمعیت
بر پایه سرشماری عمومی نفوس و مسکن در سال ۱۳۹۵، جمعیت این روستا برابر با ۱٬۲۵۳ نفر (۳۵۷ خانوار) بوده‌است.